# Березківщина (урочище)
Заповідне урочище «Березківщина» — утрачений об'єкт природно-заповідного фонду, що був оголошений рішенням Сумського Облвиконкому № 456 28.07.1970 року на землях Краснопільського лісгоспзагу (Краснопільське лісництво, квартал 126). Адміністративне розташування — Тростянецький район, Сумська область.

## Характеристика
Площа — 14 га.
Об'єкт на момент створення був унікальними дубовим насадженнями, віком 130 років.

## Скасування
Рішенням Сумської обласної ради № 445 21.08.1996 року пам'ятка була скасована.
Скасування статусу відбулось по причині складення акту. У віці 145 років у насадженні відбувається відпад дуба і зміна головної деревної породи. Ділянка зростає чагарниками та злаками. Із акту обстеження від 25.10.95.
Вся інформація про створення об'єкту взята із текстів зазначених у статті рішень обласної ради, що надані Державним управлянням екології та природних ресурсів Сумської області Всеукраїнській громадській організації «Національний екологічний центр України» ..